# Elecciones presidenciales de Mauritania de 2003
Las elecciones presidenciales de Mauritania de 2003 tuvieron lugar el 7 de noviembre de dicho año. Como estaba previsto, el presidente Maaouya Ould Sid'Ahmed Taya fue reelegido con una debilitada oposición política. 
Esta alegó fraude electoral. El antiguo jefe de la Junta Militar y opositor, Mohamed Khouna Ould Haidalla, (a quien Taya derrocó en diciembre de 1984), fue arrestado antes de las elecciones y después de ellas. La elección contó con dos importantes novedades: Aicha Bint Jeddane fue la primera mujer en presentarse a Presidente de Mauritania, y Messaoud Ould Boulkheir fue el primer descendiente de esclavos en poder hacerlo también.
 

Las elecciones tuvieron lugar pocos meses después de un intento de golpe de Estado (junio).

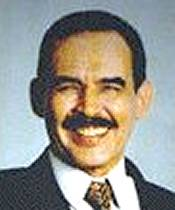
Foto de Maaouya Ould Sid'Ahmed Taya, presidente electo en la las presidenciales de 2003.

| Candidatos – Partidos                                                                | Votos   | %     |
| ------------------------------------------------------------------------------------ | ------- | ----- |
| Maaouya Ould Sid'Ahmed Taya - Partido Republicano para la Democracia y la Renovación | 438.915 | 67,00 |
| Mohamed Khouna Ould Haidalla                                                         | 123.244 | 18,70 |
| Ahmed Ould Daddah                                                                    | 45.314  | 6,90  |
| Messaoud Ould Boulkheir - Alianza Popular Progresista                                | 33.089  | 5,00  |
| Moulaye Elhacen Ould Jeid                                                            | 9.768   | 1,5   |
| Aïcha Mint Jedaane                                                                   | 3.100   | 0,5   |
| Total votos válidos                                                                  | 658.148 | 100.0 |
| Referencias:Ambaki Dakar                                                             |         |       |